# Thomasia antiqua
Thomasia antiqua is een uitgestorven zoogdier uit de orde Haramiyida die bekend is van het Boven-Trias en Onder-Jura van West-Europa. Het is de meest wijdverspreide soort van de orde. De tanden zijn zo'n 2 millimeter lang.
T. antiqua heeft de volgende synoniemen:
- Haramiya butleri Sigogneau-Russell (1990) (Frankrijk)
- Microcleptes fissurae Simpson (1928) (?Onder-Jura van Holwell Quarry, Somerset, Engeland)
- Thomasia anglica Simpson (1928) (?Onder-Jura van Holwell Quarry, Somerset, Engeland)

De soort is bekend van Degerloch en Olgahain in Duitsland, Hallau in Zwitserland, Boisset, Varangéville en Saint-Nicolais-de-Point in Frankrijk, Syren in Luxemburg en Holwell Quarry in Engeland. De ouderdom is Rhaetien tot Lias.